# Routeur 4G/LTE

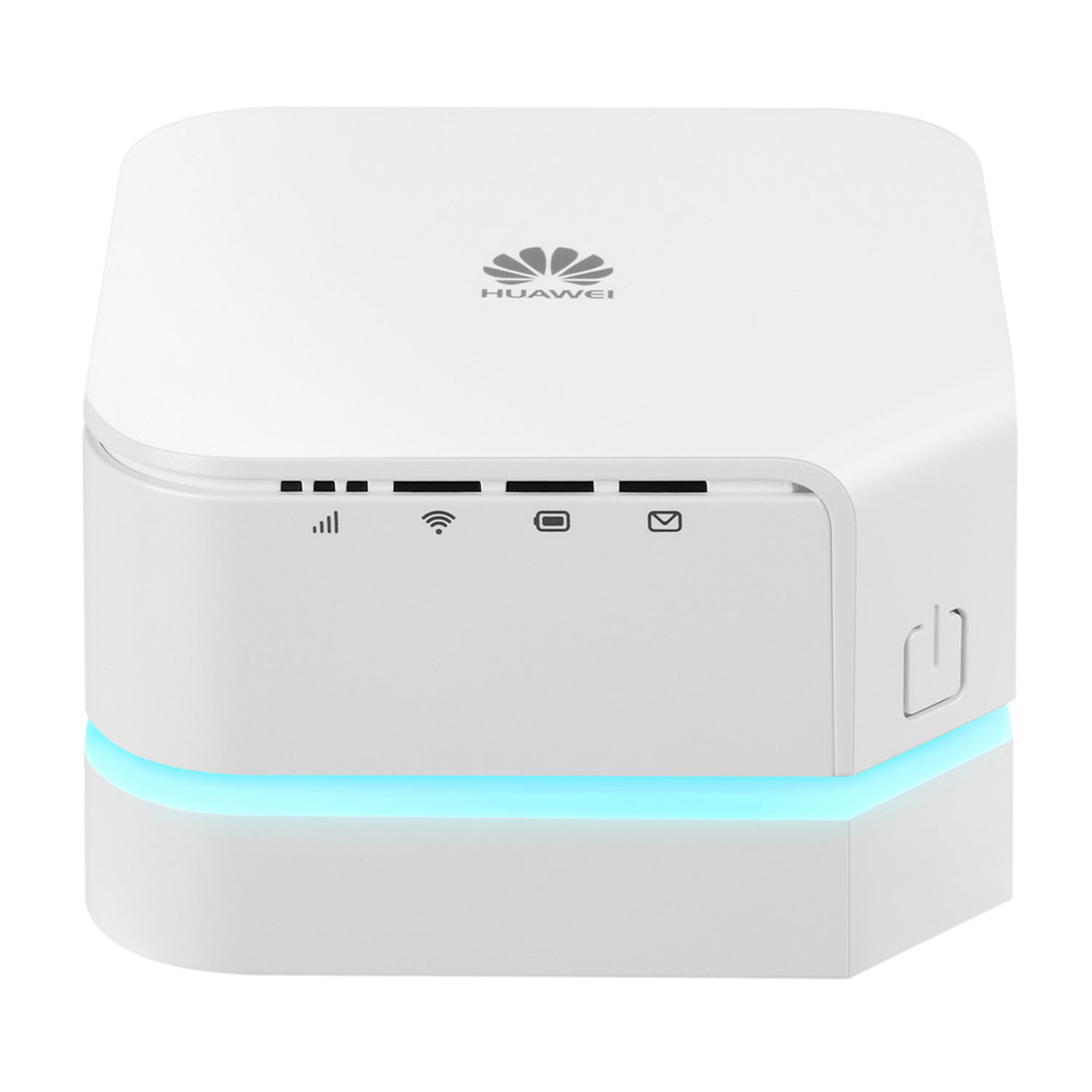
Un routeur 4G de la société Huawei.

Le routeur 4G (ou routeur LTE) est un équipement électronique qui permet d’apporter une connexion Internet se basant sur un réseau mobile 4G ou 3G pour un usage individuel ou collectif. 
Les débits de connexion peuvent atteindre plusieurs dizaines de Mbit/s aussi bien dans les sens descendant (download ou téléchargement) que montant (upload ou téléversement). Le temps de latence est comparable à celui des réseaux fixes, DSL (Digital Subscriber Line) et un peu supérieur à celui de la fibre optique. Un routeur 4G peut être équipé de ports ethernet ou ne proposer qu'un accès Wi-Fi (hotspot Wi-Fi). Il dispose toujours d'un ou de plusieurs modems radio permettant l'introduction de cartes SIM afin d'établir une liaison data.

## Principe
Le routeur 4G se comporte pour le réseau de téléphonie mobile comme un téléphone mobile équipé d'une carte SIM. Il fait transiter les paquets entre les équipements qui lui sont connectés, généralement à travers un réseau Wi-Fi, et le réseau 4G.

## Description
Le routeur 4G est un « user equipment (UE) ». Il agrège deux technologies :
- Un routeur classique avec différentes options (modem Wifi, RJ45...)
- un modem LTE/GSM (Exemple : Skywire cellular modem[2]) qui remplace la connexion ADSL, fibre ou câble pour la communication avec le fournisseur d'accès à internet.

Ses cas d'utilisation sont identiques à ceux de n'importe quel box Internet, seule la connexion au réseau Internet change en utilisant le réseau de téléphonie mobile LTE/UMTS/GSM. En effet il offre une interface de conversion entre les équipements terminaux et le réseau du fournisseur d'accès à internet. De ce fait tous les schémas de routage Internet classique (entreprises et particuliers) peuvent être mis en place avec ce type de produit : distribution d'Internet à un réseau local, utilisation d'application en SAAS, communication M2M. Certaines limitations peuvent venir du fait que les adresses IP sont systématiquement dynamiques sur les réseaux mobiles.

## Performances
Les performances d'un routeur 4G se mesurent principalement au débit binaire qu'il est capable d'offrir. Les éléments électroniques étant communs aux autres routeurs à l'exception du modem de téléphonie mobile. C'est la qualité de la connexion au réseau mobile qui va influencer majoritairement son efficacité.
Cela va donc dépendre des paramètres suivants :
- Sur quels types de normes de téléphonie mobile le routeur 4G est capable de se connecter (LTE, GSM, UTMS...)
- L'état du réseau de l'opérateur mobile au moment de l'utilisation (taux d'utilisation du relais).
- La position géographique de l'appareil (distance par rapport à l'antenne, présence d'obstacle, rebonds/distorsions en fonction de la matière environnante).
- La qualité de l'antenne ou des antennes du routeur.
- La qualité du modem de téléphonie mobile utilisé.
- La charge du réseau et de l'antenne-relais (nombre d'abonnés actifs).

## Fabricants
Les principaux fabricants de routeurs sont :
- Asus[4]
- Cradlepoint[5]
- Cisco[6]
- D-Link[7]
- Fortiextender[8]
- Huawei[9]
- Linksys[6]
- Multitech
- Netgear[10]
- Peplink[11]
- Proroute[6]
- Synology[12]
- Technicolor
- Teltonika[6]
- TP-Link[13]
- ZTE[9]
- Zyxel[6]

## Perspectives
L’usage des routeurs 4G est amené à se développer très largement sous les effets conjugués de :
- L’amélioration de la qualité des réseaux mobiles, aussi bien en termes de couverture que de débits.
- La généralisation des usages nomades que ce soit en environnement professionnel ou pour les loisirs. Le poste de travail devient associé à un ensemble de terminaux : smartphones, tablettes, PC. Il n’est plus relié à un emplacement géographique.

## Alternative aux connexions lentes
Les connexions 4G par routeur sont souvent utilisées en remplacement de connexions DSL ou commutées, en particulier dans les zones rurales mal desservies. Cette solution en France se développe rapidement du fait de la baisse de prix des forfaits mobile et/ou de l'augmentation rapide du volume de données consommées ainsi que du développement des réseaux 4G qui sont une alternative économique, très haut débit aux réseaux FTTH, pour les communautés et les opérateurs.